# بردلی (میسیسیپی)
بردلی (به انگلیسی: Bradley) یک منطقهٔ مسکونی در ایالات متحده آمریکا است که در شهرستان اکتی‌بها واقع شده‌است. بردلی ۹۹٫۰۶ متر بالاتر از سطح دریا واقع شده‌است.